# 针纽纲
针纽纲（学名：Hoplonemertea）是纽形动物门下的一个纲。

## 下属分类
本纲包括以下目：
- 单针目 Monostilifera
- 多针目 Polystilifera